# Мар'ян Нікодемович

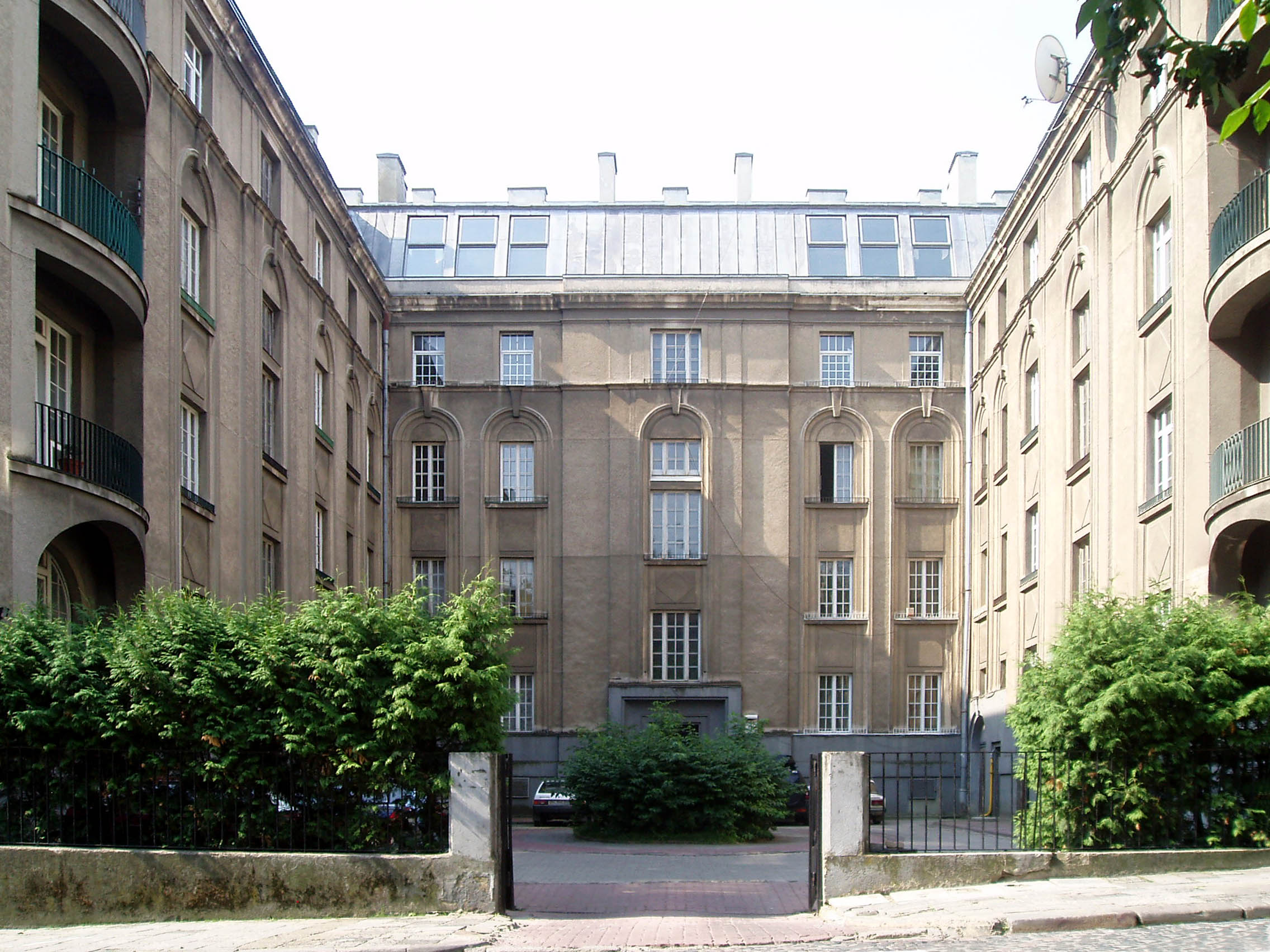
Будинки № 11, 11а, 13 на вул. Коцюбинського у Львові (1927).

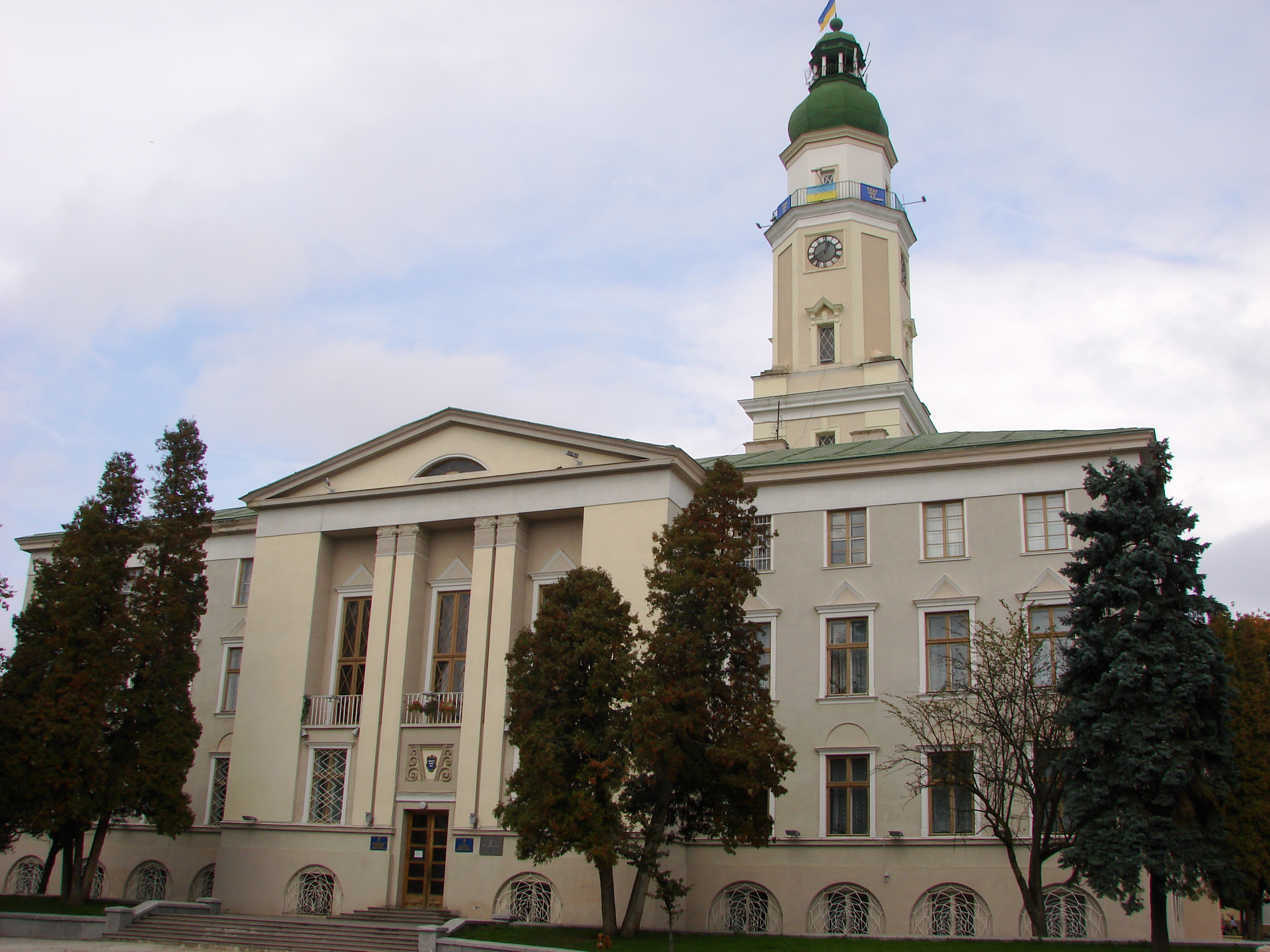
Дрогобицька ратуша (1929).

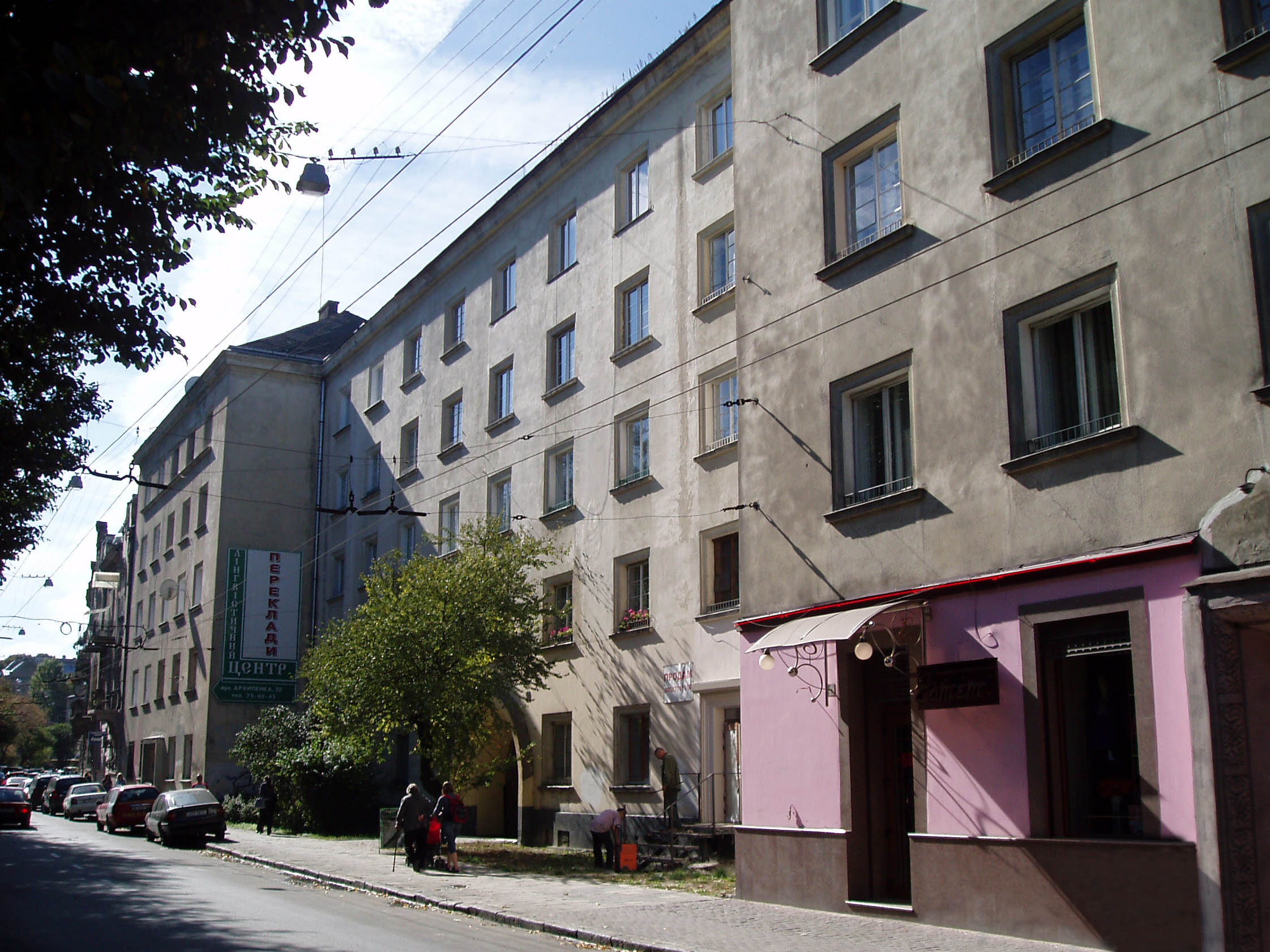
Будинок № 30 на вул. Руставелі у Львові (1930).

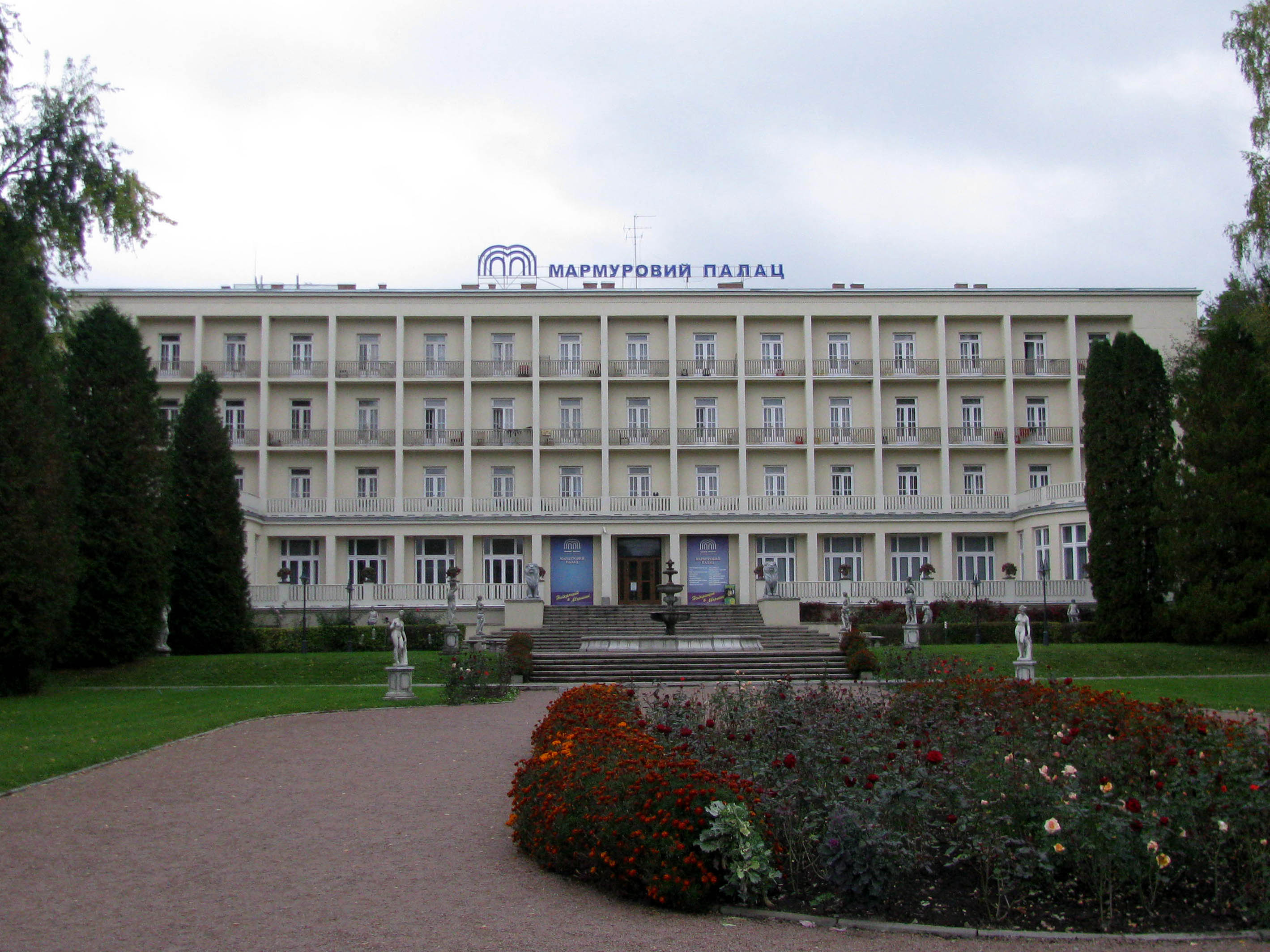
Санаторій «Мармуровий палац» у Моршині (1938).

Мар'я́н Алекса́ндер Нікодемо́вич (пол. Marian Aleksander Nikodemowicz; 2 лютого 1890, Мельниця-Подільська — 8 лютого 1952, Львів) — львівський архітектор, педагог.

## Біографія
Народився 2 лютого 1890 в Мельниці Подільській Борщівського повіту. Батько — Іґнаци Нікодемович (пом. 1897), вірменин за походженням і мати — Любіна Левицька. Дитячі роки провів у Бережанах, де навчався у класичній гімназії. 1908 року вступив до Львівської політехніки (на той час — Політехнічна школа), на інженерний відділ. Через рік перевівся на відділ архітектури. У 1912—1914 роках, ще як студент, працював у будівельній фірмі Вітольда Мінкевича і Владислава Дердацького. 1915 року отримав диплом інженера-архітектора з відзнакою. Обійняв посаду старшого асистента, а пізніше — ад'юнкта при кафедрі загального будівництва (керівник кафедри Тадей Обмінський). У тому ж 1915 році працював у технічному департаменті львівського магістрату, займаючись реставрацією будинку Корнякта. Від 1916 року член Політехнічного товариства у Львові, пізніше також Кола польських архітекторів та Спілки архітекторів Речі Посполитої. У 1917, 1918 роках викладав на відділі будівництва курсів для військових. У 1915—1920 роках епізодично працював при відбудові зруйнованих війною об'єктів залізничної інфраструктури. У 1921 році співпрацював із Євгеном Червінським та Альфредом Захаревичем при проєктуванні павільйонів Східних торгів. 1925 року заснував власну архітектурно-будівельну фірму спільно з Мечиславом Штадлером. Від того року багато проєктів Нікодемовича вважаються виконаними у співавторстві зі Штадлером. Фірма спеціалізувалася переважно на проєктуванні та будівництві недорогого житла у Львові та Східній Польщі. Викладав у Львівській політехніці (1916—1928), у львівській Державній промисловій школі (1927—1936, будівництво і рисунок). Під час Другої світової війни працював у різних установах, що займались відбудовою пошкоджених споруд. Після війни, у 1944—1950 роках викладав перспективу та нарисну геометрію у Політехніці. Помер у Львові 8 лютого 1952 року. Похований на Янівському цвинтарі в родинному гробівці (поле 31).
Два сини Мар'яна Нікодемовича після війни виїхали за кордон. Третій, Анджей залишився у Львові, навчався і працював у консерваторії, став відомий як композитор, 1980 року через тиск радянської влади виїхав до Польщі в місто Люблін.

## Проєкти
Реалізовані
- Костел Христа Царя (нині — Храм Різдва Пресвятої Богородиці) у Брюховичах. Перша нагорода на конкурсі проєктів у 1925 році, збудований у 1927[4].
- Житлові будинки для викладачів Львівського університету на вулиці Коцюбинського, 11, 11а, 13 (1927, спільно з Мечиславом Штадлером)[5].
- Ратуша у Дрогобичі, спроєктована спільно з Яном Семковичем 1924, реалізована до 1929 року.
- Санаторій у Ворохті зі своєрідною конструкцією дерев'яних лоджій (1929).
- Виховний заклад Абрагамовичів на нинішній вулиці Бой-Желенського, 5 у Львові (1928–1930)[6]. Будівництво провадив Олександр Каплонський[7]. У 1938 році Нікодемович підготував проєкт добудови нового крила і каплиці, нереалізований через початок війни.
- Колишній «Офіцерський дім» на нинішній вулиці Руставелі, 30 у Львові (1928–1930, співавтори Стефан Брила, Мечислав Штадлер). Будівництву передував загальнопольський конкурс, на який було надіслано 62 проєкти[8].
- Лікарня Каси хворих у Старому Мізуні (1920-ті).
- Дім скаутів у Ліську (1920-ті).
- Народний дім у селі Верхньому Синьовидному (1920-ті).
- Приватні вілли та ратуша в Яремче, вілли в Трускавці (1920-ті).
- Будинок на нинішній вулиці Саксаганського, 8 у Львові (1931, спільно з Мечиславом Штадлером)[9].
- Лікарня Каси хворих і дім старців у Долині (кінець 1920-х).
- Надгробок Казімежа Станіслава Якубовського на Личаківському цвинтарі (після 1926). Статуї виконані ймовірно Юзефом Стажинським, мармуровий медальйон із барельєфним зображенням Матері Божої виготовлений у майстерні Людвіка Тировича.[10] Надгробок архітектора Євгена Червінського на тому ж цвинтарі (після 1930)[11].
- Костел у Ненадовій (частково збудований у 1930–1934 роках, добудований через 60 років за іншим проєктом).
- Дім Львівської комерційної академії, колишній «Дім академічний студентів медицини» на вулиці Самчука, 9 (1936)[12].
- Розбудова неврологічної клініки на нинішній вулиці Юрія Руфа у Львові (1930-ті).
- Розбудова комплексу цукрового заводу в Ходорові: адміністративна будівля, казино, житлові будинки, та інше (1930-ті).
- Розбудова ангара в Скнилові (1930-ті).
- Казарми у Стрию і Бродах (1930-ті).
- Санаторій у Моршині. Нинішня назва — «Мармуровий палац» (1938).
- Власний будинок на нинішній вулиці Генерала Чупринки, 76 (1937–1938)[13].

Нереалізовані
- Друга премія на конкурсі проєктів Сілезійського сейму в Катовицях (1923, співавтор проєкту Євген Червінський). Журі відзначило виразну монументальність проєкту.[14]
- Проєкт Міського торгового залу в Підгайцях (1924[15] нині Тернопільської області).
- Конкурсний проєкт костелу і дому курії в Катовицях (1925).
- Конкурсний проєкт будинку Національного музею у Варшаві (1925, перша нагорода)[16]. Будинок, однак, зведено за проєктом варшавського архітектора Тадеуша Толвінського, обраного на повторному конкурсі, до якого львівських архітекторів не допущено.
- Третя нагорода за проєкт санаторію Каси хворих, що мав постати у Львові на вулиці Курковій (нині Лисенка), 31 (1927).
- Дім професорів Львівського університету (проєкт 1930-х).

Реставрація та відбудова
- Реставрація будинку Корнякта у Львові на площі Ринок, 6 (1915).
- Відбудова об'єктів залізничної інфраструктури (епізодично у 1915–1920).
- Відбудова вежі костелу домініканського монастиря у Підкамені (близько 1922).
- Проєкт відбудови Жовківського замку (1920-ті).